# Walter Aduviri Calisaya
Walter Aduviri Calisaya (Distrito de Santa Rosa, 8 de agosto de 1980) es un doctor en administración, contador público y político peruano. Fue Gobernador Regional de Puno desde el 1 de enero de 2019 hasta el 10 de marzo de 2020. Debido a su responsabilidad en los disturbios producidos durante el Aymarazo, recibió 4 años de prisión suspendida.

## Biografía
Cursó sus estudios primarios y secundarios en la localidad de Mazocruz. Entre 2000 y 2005 cursó estudios superiores de contabilidad en la Universidad Andina Néstor Cáceres Velásquez y, entre 2011 y 2013, el doctorado en contabilidad y administración en la Universidad Nacional del Altiplano de Puno.
En mayo del 2011, Aduviri fue uno de los líderes de una protesta social en el departamento de Puno calificada como el "Aymarazo" que ocasionó destrozos en las sedes de entidades públicas y privadas principalmente en la ciudad de Puno, capital departamental. El motivo de la protesta fue la promulgación del Decreto Supremo N° 083 en el segundo gobierno de Alan García Pérez, que autorizaba las operaciones de la empresa canadiense Bear Creek Mining Corporation y su proyecto minero Santa Ana en el distrito de Huacullani, provincia de Chucuito, departamento de Puno. En ese momento, Aduviri era presidente del denominado "Frente de Defensa de los Recursos Naturales de la Zona Sur de Puno".

## Carrera política

### Candidato a la Presidencia del Gobierno Regional de Puno
Su primera participación política fue en las elecciones regionales del 2014 en las que se presentó como candidato a la presidencia del Gobierno Regional de Puno por el partido Democracia Directa quedando en segundo lugar tras perder la segunda vuelta electoral con el luego presidente regional Juan Luque Mamani. 

### Gobernador Regional de Puno
Volvió a ser candidato en las elecciones regionales del 2018 esta vez por el Movimiento de Integración por el Desarrollo Regional (Mi Casita) que él mismo fundó, obteniendo la elección en primera vuelta.
Debido a la condena que recibió por el Caso Aymarazo, Aduviri fue vacado de la gobernación regional en marzo del 2020 siendo reemplazado por su vicepresidente Agustín Luque Chayña. En diciembre del 2020, tras la modificación de la sentencia que motivó que Aduviri saliera del penal, el Consejo Regional anuló su suspensión pero, sin embargo, aún se encuentran en trámite dos pedidos adicionales de vacancia en su contra.

## Detención y controversias
El 14 de agosto de 2019, el Poder Judicial dictó seis años de prisión contra el Gobernador Regional de Puno tras haber sido sindicado como coautor no ejecutivo del delito contra la tranquilidad pública en el llamado 'Caso Aymarazo', una protesta socio-ecológica contra la minera efectuada en mayo de 2011 en donde se registraron atentados contra instituciones públicas. Según se reportó, Aduviri, durante los hechos realizó 173 llamadas a diferentes números, siendo 94 realizadas durante los disturbios, además de que se reportó que Aduviri advirtió que "tomarían medidas radicales" y que, aunque por entonces todavía no se habían producidos los disturbios, Aduviri mencionó que "pueda pasar algo mañana o en horas adelante" advirtiendo que si lo detenían se desataría "un enfrentamiento extremo". Además, testigos indicaron que Aduviri promovió los bloqueos de vías.
Finalmente, el 25 de agosto, fue capturado por comandos policiales al promediar las 17:00 horas (UTC) en la puerta de un hotel en el Distrito de La Victoria, siendo posteriormente trasladado a la Dirincri de la Avenida España para las respectivas diligencias de su proceso penal. Aduviri estuvo preso desde el 25 de agosto de 2019 hasta el 11 de diciembre del 2020 debido a que su sentencia de seis años de prisión fue modificada por la Corte Suprema a sólo 4 años de prisión suspendida.